# Anna Podlipná
Anna Podlipná (nacida Nebeská; Praga, 1855-Praga, 1943) fue una funcionaria federal checa, sufragista y feminista, presidenta de la Unión Central de Mujeres y Sección de Mujeres de la Matriz Escolar Central, miembro de Sokol y la Asociación de Damas y Niñas de Gimnasia de Praga, esposa de un abogado de Praga, el alcalde de Praga, Jan Podlipný. Colaboró con figuras destacadas del movimiento de emancipación de las mujeres checas, como Marie Riegrová-Palacká y Renáta Tyršová.

## Biografía
Nació en Praga en una familia de habla checa y fue la hija única del propietario de la cervecería U modré štiky. Hasta 1869, Josef Barák fue su educador, luego asistió a una institución educativa y a la unidad de mujeres del Sokol de Praga. 
El 13 de abril de 1875 Podlipná se casó con Jan Podlipný, con quien tuvo seis hijos. De los cinco hijos, uno murió poco después de nacer. En 1914 enviudó.

### Trayectoria
Podlipná se convirtió en miembro activa del movimiento de emancipación de las mujeres checas, centrándose principalmente en la educación de las mujeres. Fue miembro del Club Americano de Damas, fundado por Vojta Náprstek en 1865 donde conoció a Maria Riegrová, Josefá Náprstková y Renata Tyršová, con quienes más tarde fundó una de las primeras pensiones para niñas en la República Checa, Domácnost . 
También fundó en 1894, en el Antiguo Ayuntamiento, la Asociación de Caridad de la Escuela Central Matrix que recaudó fondos para financiar la educación y desde 1897 fue su  presidenta. Fue galardonada con la Orden de la Emperatriz Isabel por sus actividades de beneficio público. 
En 1918 después del establecimiento de una Checoslovaquia independiente, Podlipná se convirtió en miembro del comité ejecutivo de la Organización Checoslovaca de Cuidado Infantil, una institución nacional que brindaba atención médica y alimentos a los necesitados. Continuó trabajando en varias otras asociaciones, como la organización benéfica České srdce («Corazón Checo»).
Anna Podlipná murió el sábado 25 de septiembre de 1943 en Praga. Fue enterrada con su esposo, hija, yerno y otros miembros de la familia en la tumba familiar en los cementerios de Olšany .